# 554 Peraga
554 Peraga este o planetă minoră (asteroid), cu un diametru de 95,87 km, din centura de asteroizi. A fost descoperită pe 8 ianuarie 1905 la Observatorul Königstuhl de Paul Götz⁠(d) și a fost numită după Peraga⁠(d). 
Obiectul prezintă o orbită caracterizată de o semiaxă mare de 2,3744786981718 UAi, o excentricitate de 0,15245156595433, o înclinație de 2,942 ° în raport cu ecliptica.